# Sangha
Sangha je rijeka i desna pritoka gornjeg slijeva rijeke Kongo u središnjoj-zapadnoj Africi. Ona jednim svojim tokom čini granicu između Srednjoafričke Republike, Kameruna i Republike Kongo, a glavna joj je pritoka, također granična rijeka Dja.
Sangha nastaje spajanjem rijeka Mambéré i Kadéï kod mjesta Nola, te teče kroz Srednjoafričku Republiku uz granicu s Kamerunom prema Republici Kongo gdje se u nju ulijeva rijeka Dja kod mjesta Ouésso (1°39′5″N 16°3′25″E / 1.65139°N 16.05694°E), te se nešto južnije ulijeva u rijeku Kongo.

## Vanjske poveznice
|  | Zajednički poslužitelj ima još gradiva o temi Sangha |